# Služanj
Služanj är ett samhälle i Bosnien och Hercegovina.   Det ligger i entiteten Federationen Bosnien och Hercegovina, i den södra delen av landet, 90 km sydväst om huvudstaden Sarajevo. Služanj ligger 230 meter över havet och antalet invånare är 923.
Terrängen runt Služanj är kuperad åt nordost, men åt sydväst är den platt. Runt Služanj är det ganska tätbefolkat, med 93 invånare per kvadratkilometer.. Närmaste större samhälle är Mostar, 16,9 km nordost om Služanj. 
Trakten runt Služanj består i huvudsak av gräsmarker.